# Federação Internacional de Associações de Produtores Cinematográficos
FIAPF (sigla em francês de Fédération Internationale des Associations de Producteurs de Films; português Federação Internacional de Associações de Produtores Cinematográficos) é uma organização internacional criada em 1933 e com sede em Paris, da qual são membros 30 associações nacionais ou regionais de 27 países produtores de filmes e produtos audiovisuais.
O objetivo da FIAPF é representar os interesses das associações com respeito à políticas de direitos de autor, normas técnicas e liberdade de comércio. Além disso, tem a função de regular festivais de cinema em todo o mundo, creditando-los e estabelecendo hierarquias de qualidade de acordo com critérios tecnológicos e organizativos.

## Membros
- Argentina Asociación General de Productores Cinematográficos
- Argentina Instituto Nacional de Cine y Artes Visuales
- Austrália Screen Producers Association of Australia (SPAA)
- Áustria Fachverband der Audiovisions und Filmindustrie
- Bélgica Vlaamse Film Producenten Bond (VFPB)
- Canadá Canadian Film and Television Production Association
- China China Film Producers' Association
- Croácia Hrvatska Udruga Producenata (HRUP)
- Chéquia Audiovisual Producers' Association (APA)
- Dinamarca Danish Film and TV Producers
- Egito Egyptian Chamber of Cinema Industry
- Finlândia Suomen Elokuvatuottajien Keskusliitto (SEK)
- Alemanha Verband Deutscher Filmproduzenten Ev
- Islândia Association of Icelandic Films Producers
- Hungria Magyar Audiovizualis Producerek Szovetsege - MAPSZ
- Índia Film Federation of India
- Índia National Film Development Corporation (NFDC)
- Irão The Iranian Alliance of Motion Picture Guilds - Khaneh Cinema
- Japão Motion Picture Producers Association of Japan
- Letônia Film Producers Association of Latvia
- Nigéria Association of Nollywood Core Producers - ANCOP
- Países Baixos Netherlands Association of Feature Film Producers
- Noruega Norske Film and TV Produsenters Forening
- Rússia Film Producers Guild of Russia
- Espanha Federación de Asociaciones de Productores Audiovisuales de España
- Suécia Swedish Filmproducers' Associations
- Suíça  Association Suisse des Producteurs de Films
- Turquia Film Yapymcylary Meslek Birlidi - Fiyab
- Estados Unidos Independent Film and Television Alliance
- Estados Unidos Motion Picture Association of America

## Festivais de cinema acreditados pela FIAPF
Até 2008, a FIAPF fornecia acreditação para 52 festivais de cinema em todo o mundo. FIAPF categoriza os festivais de cinema como competitivo, competitivo especializado, filme não-competitivo e documentário/curta.

### Festivais de cinema competitivos
Os Festivais de cinema abaixo receberam o status de competitivos pela FIAPF.
- Festival de Berlim
- Festival Internacional de Cinema de Cairo
- Festival de Cannes
- Festival Internacional de Cinema da Índia
- Festival Internacional de Cinema de Karlovy Vary
- Festival Internacional de Cinema de Locarno
- Festival Internacional de Cinema de Mar del Plata
- Festival Internacional de Cinema de Montreal
- Festival de Moscou
- Festival Internacional de Cinema de San Sebastián
- Festival Internacional de Cinema de Xangai
- Festival Internacional de Cinema de Tóquio
- Festival de Veneza
- Festival Internacional de Cinema de Varsóvia

### Festivais de cinema competitivos especializado
Os Festivais de cinema abaixo receberam o status de competitivos especializado pela FIAPF.
- Festival Internacional de Cinema de Antália (filmes asiáticos, centro-asiáticos e europeus)
- Festival Internacional de Cinema de Bruxelas (filmes de fantasia e ficção científica)
- Festival Internacional de Cinema de Cartagena (filmes ibéricos e latino-americanos)
- Courmayeur Noir In Festival (filmes policiais)
- Lucas International Children's Film Festival (filmes infantis)
- Festival Internacional de Cinema da Flandres-Gent (música original dos filmes)
- Festival Internacional de Cinema de Gijón (música original dos filmes)
- Festival Internacional de Cinema de Istambul (filmes direcionados à arte: literatura, teatro, musica, dança, e belas artes)
- Festival Internacional de Cinema de Jeonju (longas-metragens de estreia)
- Festival Internacional de Cinema de Kerala (filmes asiáticos, africanos e latino-americanos)
- Molodist - Festival Internacional de Cinema de Kyiv (longas-metragens de estreia)
- Festival de Cinema de Los Angeles (AFI Fest) (documentários e longas-metragens)
- Festival Internacional de Cinema Francófono de Namur (filmes francófonos)
- Festival Internacional de Cinema de Busan (anteriormente Festival Internacional de Cinema de Pusan) (longas-metragens e filmes asiáticos)
- Festival de Cinema de Sarajevo (filmes da Europoa Central e Leste Europeu)
- Festival Internacional de Cinema de Troia (filmes de países que produzem menos de 30 produções por ano)
- Festival de Cinema de Sitges (filmes de fantasia e terror)
- Festival Internacional de Cinema de Estocolmo (filmes experimentais)
- Festival de Cinema de Sydney (direção de filmes experimentais)
- Festival de Cinema de Tallinn (filmes asiáticos, centro-asiáticos e europeus)
- Festival Internacional de Cinema de Salonica (longas-metragens de estreia)
- Festival Internacional de Cinema de Turim (longas-metragens de estreia)
- Festival Internacional de Cinema de Cine Jove Valência (longas-metragens de estreia)
- Mostra de València (filmes da Região do Mediterrâneo)
- Festival de Cinema Novos Horizontes (filmes experimentais)
- goEast Festival of Central and Eastern European Films in Wiesbaden (filmes da Europoa Central e Leste Europeu)
- Festival Internacional de Cinema da Transilvânia (longas-metragens e de estreia)

### Festivais de cinema não-competitivo
Os Festivais de cinema abaixo receberam o status de não-competitivo pela FIAPF.
- Festival Internacional de Cinema de Toronto
- Festival Internacional de Cinema Norueguês
- Festival Internacional de Cinema de Calcutá
- Festival de Cinema de Londres
- Festival Internacional de Cinema de Viena (Viennale)

### Festivais de cinema de documentário e curta-metragem
Os Festivais de cinema abaixo são para documentário e curta-metragem.
- Bilbao International Festival of Documentary and Short Films
- Festival de Cinema de Cracóvia
- Festival Internacional de Curta-Metragem de Oberhausen
- Message to Man
- Festival de Cinema de Tampere